# Vận tốc-4
Trong vật lý, đặc biệt là trong thuyết tương đối hẹp và thuyết tương đối rộng, vận tốc-4 của một vật thể chuyển động là một vectơ-4 
(vectơ trong không thời gian 4 chiều) được định nghĩa là đạo hàm của véctơ vị trí-4 của vật thể theo thời gian riêng gắn với vật thể. Nó đóng vai trò thay thế cho khái niệm vận tốc cổ điển trong không gian 3 chiều.
Độ dài (theo mêtric của không thời gian) của véctơ vận tốc-4 luôn bằng c, tốc độ ánh sáng trong chân không. Với vật thể đứng yên trong không gian cổ điển, véctơ vận tốc-4 của nó sẽ hướng theo trục thời gian.

## Công thức
Gọi vị trí-4 là X, vận tốc-4 sẽ là:
{\displaystyle \mathbf {V} ={\frac {\mathrm {d} \mathbf {X} }{\mathrm {d} \tau }}}
với τ là thời gian riêng. Với 
X = (ct, x, y, z)
và 
d/dτ = γd/dt
(t là thời gian thường, γ là căn bậc hai của nghịch đảo của (1-(v/c)2) với v là tốc độ di chuyển của vật thể); ta thu được:
V = (γc, γvx, γvy, γvz)
với vx, vy, vz là các thành phần của vận tốc v. Tức là:
V = γ(c, v)
Với công thức này, có thể kiểm tra lại:
||V||2 = γ2(c2 - ||v||2) = c2
Và trong hệ quy chiếu mà vật thể đứng yên, v = 0 và γ = 1, suy ra V = (c, 0, 0, 0) phù hợp với khẳng định nêu ở đầu.